# Serbokroatiska

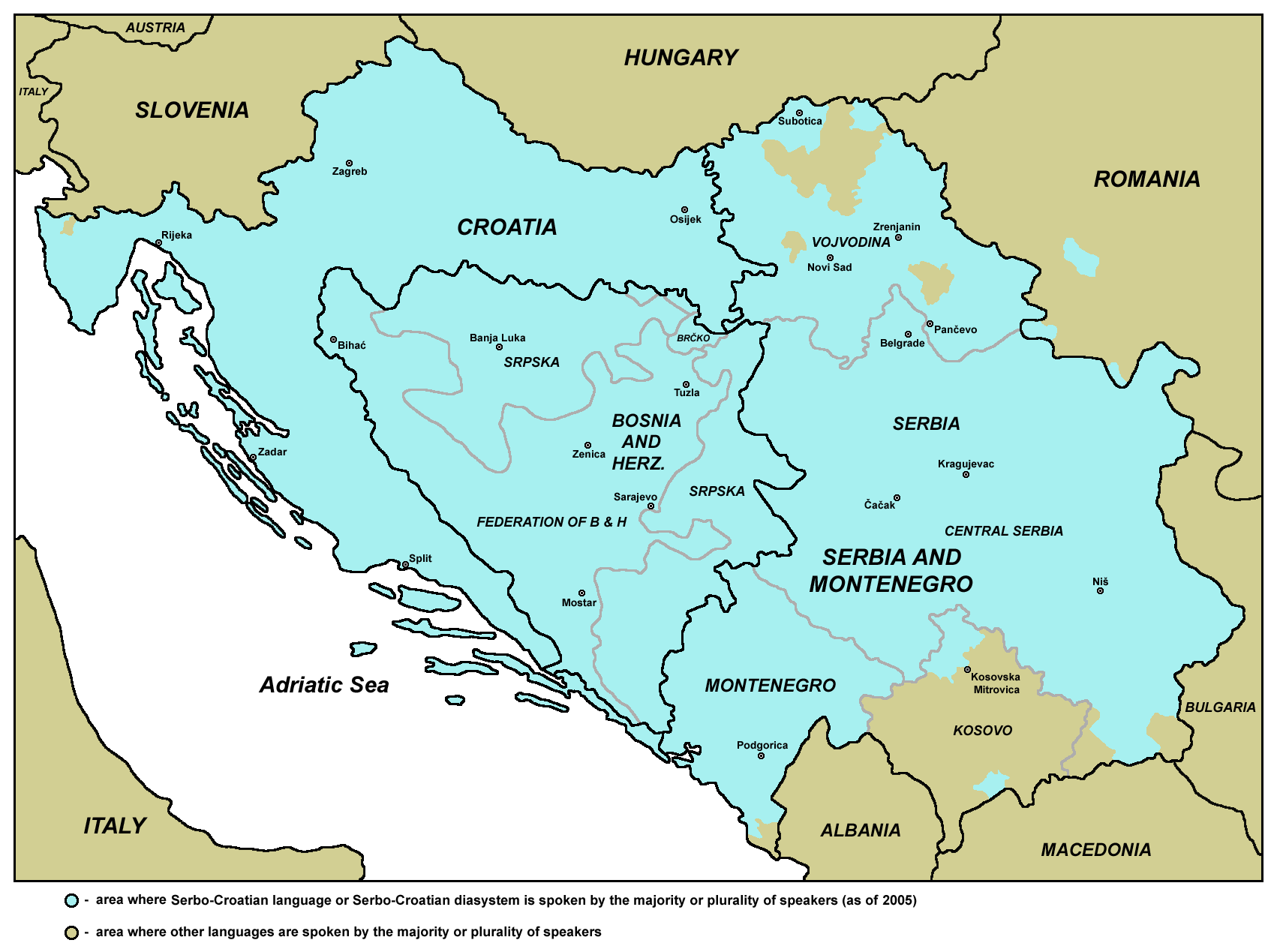
Områden på Balkanhalvön där en majoritet av befolkningen talar något av de serbo-kroatiska språken (från 2005).

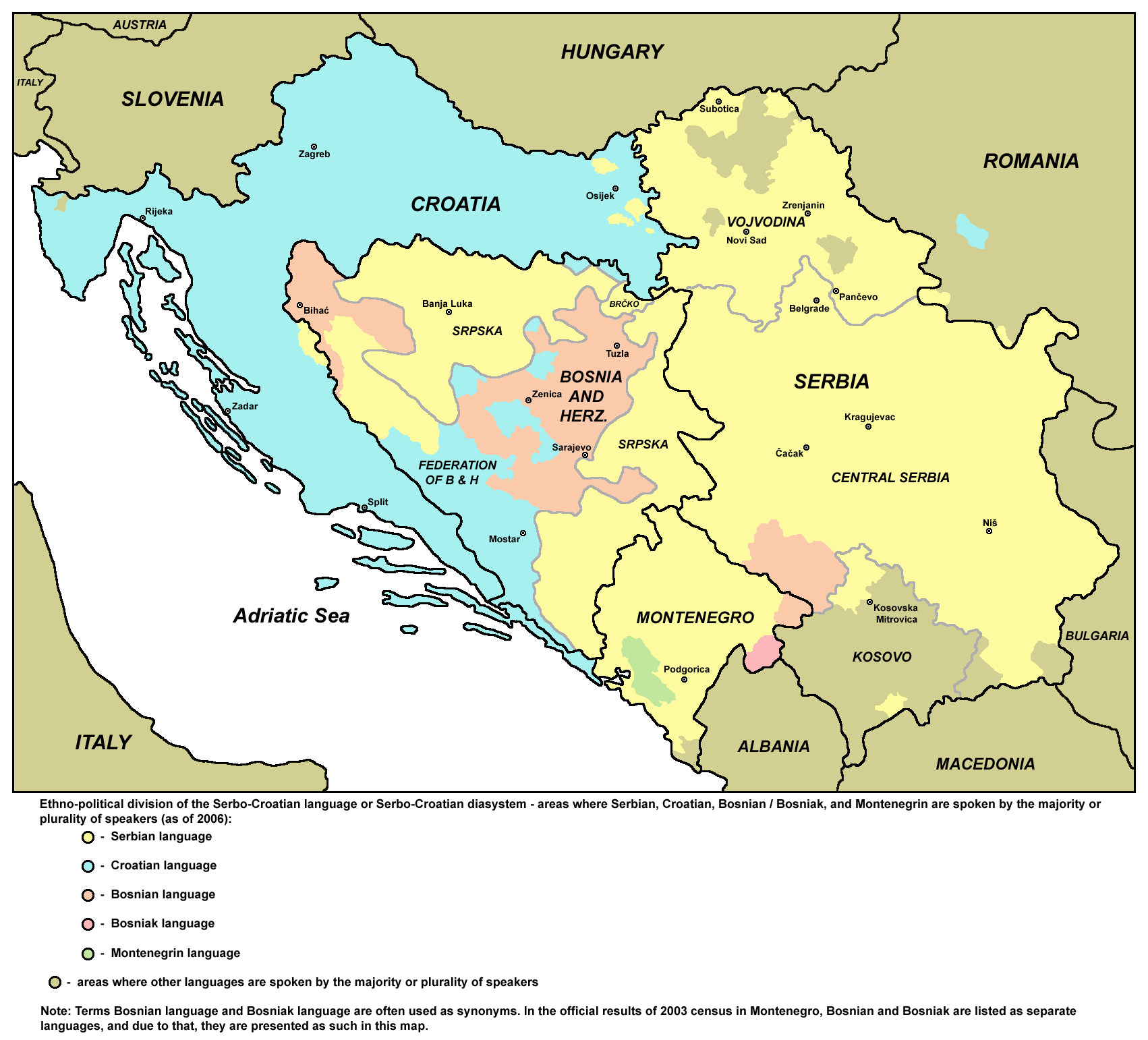
Etnopolitiska varianter av serbo-kroatiska språket eller serbokroatiska diasystem (från 2006).

Serbokroatiska, alternativt kroatoserbiska (senare beteckning BKS, förkortning för "bosniska, kroatiska och serbiska"), är ett omstritt samlingsbegrepp för ett antal sydslaviska språk och språkformer, som idag ofta betraktas som separata språk: bosniska, kroatiska, serbiska och senare montenegrinska. Begreppet serbokroatiska började användas inom språkforskningen på 1800-talet. I Jugoslavien användes serbokroatiskan som officiellt språk åren 1954–1997. En lokal samlingsterm med motsvarande syftning är naški (sammandragning av naš jezik, "vårt språk").

## Historia

### Bakgrund
De sydslaviska språken är nära släkt med en glidande övergång mellan slovenska → kroatiska → serbiska → makedonska → bulgariska. Begreppet serbokroatiska präglades av slavister utanför språkområdet på 1800-talet. Bakgrunden var deras uppfattning att de olika språkformer som talades i nuvarande Kroatien, Bosnien och Hercegovina, Serbien och Montenegro inte var tillräckligt olika för att betraktas som separata språk. Man byggde uppfattningen främst på morfologiska analyser och på förekomsten av arvord. De språkvetenskapliga kriterierna har emellertid, i likhet med de politiska förutsättningarna, förändrats flera gånger om sedan denna tid.
Under 1800-talet började serber och kroater att utveckla sina egna skriftspråk i enlighet med Herders tanke att en nation utan eget skriftspråk var en omöjlighet. Medan den kroatiska litteraturen började utvecklas under medeltiden var det serbiska litterära arvet i slutet av 1800-talet försumbart. För det serbiska skriftspråkets utveckling har Vuk Stefanović Karadžić (1787–1864) ett stort ansvar genom sitt arbete att skriva ned serbiska folkvisor. År 1814 lät han ge ut en serbisk grammatik och 1818 en serbisk ordbok. I detta arbete använde han den štokaviska dialekten, som han själv talade.

### Mellankrigstiden
I "Serbernas, kroaternas och slovenernas kungarike" – det som senare skulle komma att bli Jugoslavien – använde man efter statens grundande 1918 något som av politiska skäl benämndes "serbo-kroato-slovenska" som officiellt språk. Att införliva slovenskan i ett gemensamt språk visade sig vara i praktiken omöjligt, eftersom detta språk är alltför olikt övriga i Jugoslavien. Därför kom slovenskan att fortsätta användas som förut i Slovenien. I övriga delar av kungariket användes dock ett någorlunda enhetligt skriftspråk, serbokroatiska. Detta byggde på den sydslaviska štokaviska dialekten, som visserligen delas upp i ytterligare dialekter, men som är i stort sett gemensam för kroater i Slavonien, Dalmatien och Bosnien och Hercegovina samt serber, montenegriner och bosniaker. Eftersom statens huvudstad Belgrad var belägen i Serbien kom emellertid de serbiska dragen att överväga klart i detta skriftspråk. Bland kroater ledde detta till krav på att kroatiskan skulle erkännas som ett eget, självständigt språk.
När Ustaša med stöd av tyska trupper 1941 grundade en egen kroatisk stat, Nezavisna Država Hrvatska, NDH, blev kroatiska officiellt språk i denna. I NDH fördes en mycket puristisk språkpolitik som bland annat hade som mål att rensa ut allt som kunde betecknas som "serbismer" ur det kroatiska språket. 

### Efterkrigstiden
Sedan Jugoslavien återuppstått efter andra världskriget, nu som en kommunistisk stat, införde man fyra officiella språk: serbiska, kroatiska, slovenska och makedonska. År 1954 ändrades dock denna ordning. I den så kallade överenskommelsen i Novi Sad detta år fastslog man nämligen att kroater, jugoslaviska muslimer (dagens bosniaker) och serber hade ett gemensamt språk: serbokroatiska. Detta språk, som hädanefter skulle vara det officiella för de nämnda folkgrupperna, skulle dock kunna skrivas med både det latinska och det kyrilliska alfabetet. Man talade om serbiskan och kroatiskan som en "östlig" respektive en "västlig variant" av serbokroatiskan.
Missnöjet med serbokroatiskans ställning växte återigen, framför allt på kroatiskt håll. I mars–april 1967 undertecknade 180 kroatiska författare, språkforskare och politiker en deklaration där de krävde att slovenska, kroatiska, serbiska och makedoniska skulle ges en likvärdig ställning i officiella sammanhang och att kroatiska skulle vara standardspråk i Kroatien. Trots hårt motstånd från centralregeringen följde en gradvis uppluckring av serbokroatiskans ställning. 1974 ersatte kroatiskan serbokroatiskan som skolämne i Kroatien, och det stod snart därefter fritt för delrepublikerna att själva avgöra vad språket skulle kallas. I officiella sammanhang användes nu ofta den dubbla beteckningen "serbokroatiska eller kroatoserbiska".

### Efter Jugoslaviens upplösning
Efter Jugoslaviens sönderfall och bildandet av de nya, självständiga staterna har kroatiskan, serbiskan och bosniskan (och i någon mån även montenegrinskan) kommit att betraktas som separata språk. Särskilt i Kroatien och Bosnien och Hercegovina har man på olika sätt markerat det egna språkets självständighet från den tidigare officiella serbokroatiskan. Alla tre skriftspråken bygger dock på den štokaviska dialekten och uppvisar därför stora likheter sinsemellan. 
När man idag talar om kroatiska och serbiska som någon form av språklig enhet används ofta förkortningen BKS. Myndigheter betecknar ofta information som de har på språket/språken bosanski/hrvatski/srpski, namnen i bokstavsordning. Det har även gjorts försök att införa begeppet centralsydslaviska som en neutral term. Den termen har dock inte slagit igenom. I andra upplagan av R. Hanssons bok om språk och skrift i Europa har begreppet satts inom parentes tillsammans med "serbokroatiska" och istället står det "bosnjakiska", "kroatiska", "montenegrinska" och "serbiska".
| Svenska | Kroatiska                                                                                             | Bosniska                                                                                                 | Serbiska                                                                                                  |
| När det gäller avgaser och luftföroreningar i Jerusalem, skulle det vara nödvändigt att vidta säkerhetsåtgärder! | Glede ispušnih plinova i zagađivanja zraka u Jeruzalemu, bilo bi potrebito poduzeti mjere sigurnosti! | U pogledu ispušnih gasova i zagađivanja zraka u Jerusalemu, bilo bi potrebno preduzeti mjere sigurnosti! | У погледу издувних гасова и загађивања ваздуха у Јерусалиму, било би потребно предузети мере безбедности! |
| --- | --- | --- | --- |

| Kroatiska                                                     | Bosniska                                                 | Serbiska                                                     | Svenska                                            |
| ------------------------------------------------------------- | -------------------------------------------------------- | ------------------------------------------------------------ | -------------------------------------------------- |
| Bijela sol za kuhanje kemijski je spoj natrija i klora.       | Bijela so za kuhanje je hemijski spoj natrija i hlora.   | Bela so za kuvanje je hemijsko jedinjenje natrijuma i hlora. | Koksalt är en kemisk förening av natrium och klor. |
| Vlak sa željezničkoga kolodvora krenut će točno u deset sati. | Voz sa željezničke stanice krenut će tačno u deset sati. | Voz sa železničke stanice krenuće tačno u deset sati/časova. | Tåget avgår från stationen klockan tio prick.      |

## Serbokroatiska som standardiserat språk
Språket kunde skrivas med såväl det kyrilliska alfabetet (den östliga varianten) som det latinska alfabetet (den västliga varianten).
Det latinska alfabetet har några extra diakritiska tillägg (uttalsstyrande), samt digraferna Dž, Lj, Nj. 
Det kyrilliska alfabetet är en serbisk variant, som i vissa avseenden skiljer sig från det kyrilliska standardalfabetet. 
Kroatisk-latinska alfabetet: A B  C Č  Ć D  Dž Đ  E F  G H I J K  L Lj M  N Nj O  P R  S Š  T U  V Z  Ž
Serbisk-kyrilliska alfabetet: А Б В Г Д Ђ Е Ж З И Ј К Л Љ М Н Њ О П Р С Т Ћ У Ф Х Ц Ч Џ Ш
Serbisk-latinska alfabetet: A B V G D Đ E Ž Z I J K L Lj M N Nj O P R S T Ć U F H C Č Dž Š